# Славонске бригаде НОВЈ
Током Народноослободилачке борбе народа Југославије, од 1941. до 1945. године, на територији Славоније формирано је десет бригада Народноослободилачке војске Југуославије, од чега је пет носило назив славонске, а њих осам проглашене за ударне.
Дванаеста славонска бригада била је проглашена пролетерском и одликована Орденом народног хероја.

## Списак славонских бригада
| назив                                                         | датум формирања     | место формирања           | одликовања     |
| ------------------------------------------------------------- | ------------------- | ------------------------- | -------------- |
| Дванаеста славонска пролетерска ударна бригада                | 11. октобар 1942.   | Будићи, код Пакраца       | ОНХ, ОПЗ и ОБЈ |
| Шеснаеста славонска омладинска ударна бригада „Јожа Влаховић“ | 30. децембар 1942.  | Горњи Борки, код Дарувара | ОНО, ОЗН и ОБЈ |
| Седамнаеста славонска ударна бригада                          | 30. децембар 1942.  | Воћин                     | ОПЗ, ОЗН, ОБЈ  |
| Осамнаеста славонска ударна бригада                           | 11. фебруар 1943.   | Мијачи, код Пакраца       | ОЗН и ОБЈ      |
| 21. славонска ударна бригада                                  | 17. мај 1943.       | Слатински Дреновац        | ОБЈ            |
| 25. бродска бригада                                           | 29. септембар 1943. | Ораховица                 | ОЗН и ОБЈ      |
| Прва чехословачка бригада „Јан Жишка“                         | 26. октобар 1943.   | Бучје, код Пакраца        | ОЗН и ОБЈ      |
| Осјечка ударна бригада                                        | 1. март 1944.       | Слободна Власт            | ОЗН            |
| Вировитичка ударна бригада                                    | 24. август 1944.    | близина Грубишног Поља    | ОЗН            |
| Четврта ударна бригада Дванаесте дивизије НОВЈ                | 28. септембар 1944. | Подравска Слатина         | ОЗН            |